# ジュバ大学
ジュバ大学（英語: University of Juba）は、ジュバに本部を置く南スーダンの国立大学。1975年創立、1975年大学設置。
大学の略称はJU。

## 概観

### 大学全体
ジュバ大学は元々ジュバにある大学であったが、一時ハルツームに移転しており、2010年になってようやくジュバに戻ってきたばかりである。

## 沿革
ジュバ大学は開学以来イスラムやアラブの勢力が強いスーダン政府の管理下にありながらも安定した運営が行われていたが、1989年に第二次スーダン内戦の混乱を避けるという安全上の理由からキャンパスをジュバから数千キロメートル離れたスーダンの首都・ハルツームへ移転した。移転当初、設備もなくテントで授業を行うという教育・研究には厳しい環境であったが、後にハルツーム市街から約40km離れたところにプレハブ校舎が建設され、そこへ移転した。当時の南部スーダンの住民は、ジュバ大学の移転が東アフリカに親近感を寄せていた自分たちを北部スーダンに同化させるための政策だと感じたという。
ジュバ大学は英語による授業を提供していたが、ハルツームにキャンパスがあった時代には、アラビア語での授業が強制され、南部スーダン出身学生は授業に付いていくのに苦労した。
2005年に南北スーダンの和平協定が締結された後、大学をジュバに戻すことが決まった。大学の移転後、ジュバ大学の広大なキャンパスは「カスタムマーケット」というジュバ最大の市場に変貌を遂げていたが、2008年に大学復活を前に強制撤去が行われることになり、商店主は自主的に店を畳み、別の土地へ移った。南部スーダン自治政府と世界中の援助を得て、2010年7月に半数の学部と2,600人の移動が完了した。ハルツーム移転前は5学部だったジュバ大学は移転後に16学部まで拡大し、元のジュバキャンパスに収容できないため移転は半数にとどまった。2011年1月現在、ジュバキャンパスの拡張が進められている。しかし、2011年5月上旬には予算不足のため、大学当局は当面大学を閉鎖すると発表、多くの学生を悲しませた。
2011年7月9日、南スーダン共和国は独立を果たした。その国歌「南スーダン万歳!」の作曲はジュバ大学の学生と教員が担当した。

## 教育及び研究

### 組織

#### 学部
16の学部相当の機関が置かれている。
- 応用・産業科学部（College of Applied Industrial Science）
- 人文学部（College of Arts & Humanities）
- 芸術・音楽・演劇学部（College of Arts Music & Drama）
- 共同体学・地域開発学部（College of Community Studies Rural Development）
- 計算科学・情報技術学部（College of Computer Science & Information Tech）
- 教育学部（College of Education）
- 工学部（College of Engineering & Architecture）
- 法学部（College of Law）
- 医学部（College of Medicine）
- 天然資源・環境科学部（College of Natural Resources & Environmental Studies）
- 経営学部（School of Management Studies）
- 社会経済学部（College of Social & Economic Studies）
- 遠隔教育センター（Center of Distance Education）
- 人的資源開発・継続教育センター（Center of Human Resources Dev & Continual Education）
- 言語・翻訳センター（Center of Language & Translation）
- 平和・発展センター（Center of Peace & Development）

### 附属機関

#### 附属図書館
附属図書館は、Juba University Libraryである。ノルウェーのベルゲン大学・オスロ大学とウガンダのマケレレ大学、東アフリカ司書・情報科学学校（EASLIS）の協力による「ジュバ大学図書館自動化プロジェクト」が2008年春から2010年秋にかけて行われ、蔵書検索の電子化などが行われた。

## 施設

### キャンパス
ジュバキャンパスはジュバの中心市街地付近にある、時計塔を取り囲むように石造の建築物が建ち並ぶ。大学本部棟は垂木がむき出しで、屋根や窓はない。